# Marie Antonie Teutschter
Marie Antonie Teutscher (* 13. Juni 1752, in Wien; † vermutlich 1784) war eine Schauspielerin, Schriftstellerin, Dramatikerin und Porzellanmalerin.

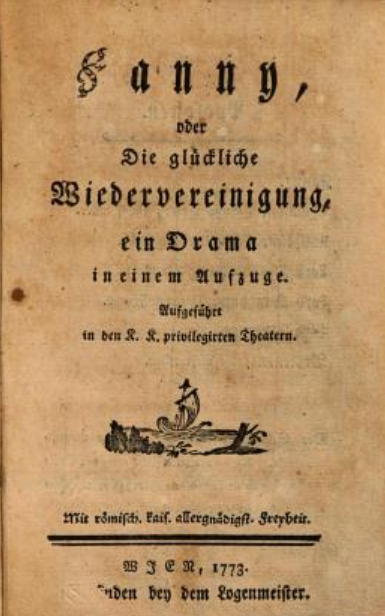
Deckblatt des Einakters „Fanny oder die glückliche Wiedervereinigung“

## Leben
Am 1. April 1769 betrat sie mit 17 Jahren das erste Mal eine Bühne am Wiener Nationaltheater, und zwar als Gräfin Olsbach in „Der Graf von Olsbach, oder die Belohnung der Rechtschaffenheit. Ein Lustspiel in fünf Aufzügen“. Meistens spielte sie die weibliche Hauptrolle, die sogenannte erste Liebhaberin. Ihr letzter Auftritt auf einer Bühne ist im Jahr 1780 verzeichnet. Bis 1780 war sie Mitglied des kaiserlich königlichen Nationaltheaters in Wien.
1773 widmete sie sich dem Schreiben. In Wien erschien ihr Einakter „Fanny oder die glückliche Wiedervereinigung“. Sie publizierte Texte in Wochenschriften wie „Der Einsiedler“, dessen Herausgeber Friedrich Justus Riedel war.
In einem Brief aus dem Jahr 1772 an Lessing von dessen Frau taucht sie unter dem Namen „Teutscherinn“ auf. In zeitgenössischen Zeitungen und Programmen wird sie auch als „Mammsel Teutscherinn“ geführt, beispielsweise in „Die verstellte Kranke, oder der rechtschaffene Arzt. Ein Lustspiel von drey Aufzügen“ oder „Die Liebe in Corsica, oder welch ein Ausgang! Ein Drama in fünf Acten“.
Über ihren Einakter „Fanny oder die glückliche Wiedervereinigung“ heißt es in zeitgenössischen Zeitungen:

„Da in Wien alles, was Hände hat, für die Bühne arbeitet, so hat Mademoiselle nicht zurückhalten wollen.“

## Werke
- Fanny, oder Die glückliche Wiedervereinigung. Ein Drama in einem Aufzuge. Wien 1773.
- Fanny, oder Die glückliche Wiedervereinigung Ein Drama in einem Aufzuge. In: Neue Schauspiele. Aufgeführt in den kais. königl. Theatern zu Wien. Neunter Band. Preßburg, und Leipzig: Löwe 1774, S. 1–32.